# Giovanni Battista Tiepolo
Giovanni Battista Tiepolo (5. března 1696 Benátky – 27. března 1770 Madrid), zvaný též Gianbattista či Giambattista, byl nejvýznamnějším benátským malířem pozdního baroka a v období jeho transformace do italského rokoka.

## Životopisná data
Giovanni Battista Tiepolo se narodil jako nejmladší ze šesti dětí námořního přepravce Domenica Tiepola a jeho ženy Orsetty. Jméno dostal podle jména svého kmotra, kterým byl benátský šlechtice Giovanni Battista z rodu Doria. Ale rok po malířově narození jeho otec zemřel. Pro rodinu to znamenalo dlouhodobé finanční potíže, které jen částečně kompenzovala pomoc příbuzných. Z dětství si odnášel zálibu v kresbě a tak se v roce 1710 stal žákem benátského malíře Gregoria Lazzariniho (1657–1734). V jeho dílně se mu dostalo nejen základního poučení v malířských technikách, ale studoval zde i díla svých současníků, především Sebastiana Ricciho (1659–1734) a Giovanni Battisty Piazzetty (1682–1754). Z jeho slavných benátských předchůdců Tiepola ovlivnila především malba Paola Veroneseho (1529–1588). V roce 1717 odešel z Lazzariniho dílny a jako samostatný mistr vstoupil do benátského cechu svatého Lukáše. Z té doby pocházejí nejstarší doložitelná malířova díla, kterými jsou na pendentivech vyobrazení apoštolové v benátském kostele Santa Maria dei Derelitti. Přibližně ve stejné době se stal malířem dóžete Giovanni II. Cornara, kdy dohlížel na umístění obrazů v jeho paláci. V roce 1719 se oženil s Marií Cecilií Guardiovou, sestrou benátského vedutisty Francesca Guardiho (1712–1793). Měli spolu devět dětí, z nich dospělosti se dožili tři synové a čtyři dcery. Dva z Tiepolových synů, Domenico (1727–1804) a Lorenzo (1736–1776), se stali rovněž malíři pracující v otcově dílně, zatímco třetí syn se stal knězem. V letech 1726 až 1728 Tiepolo dokončil významnou freskovou výzdobu arcibiskupské kaple v Udine, kterou vyzdobil příběhy ze Starého zákona. Na jedné z fresek v postavě mladého Jácoba zpodobnil sebe sama ve věku třiceti let.

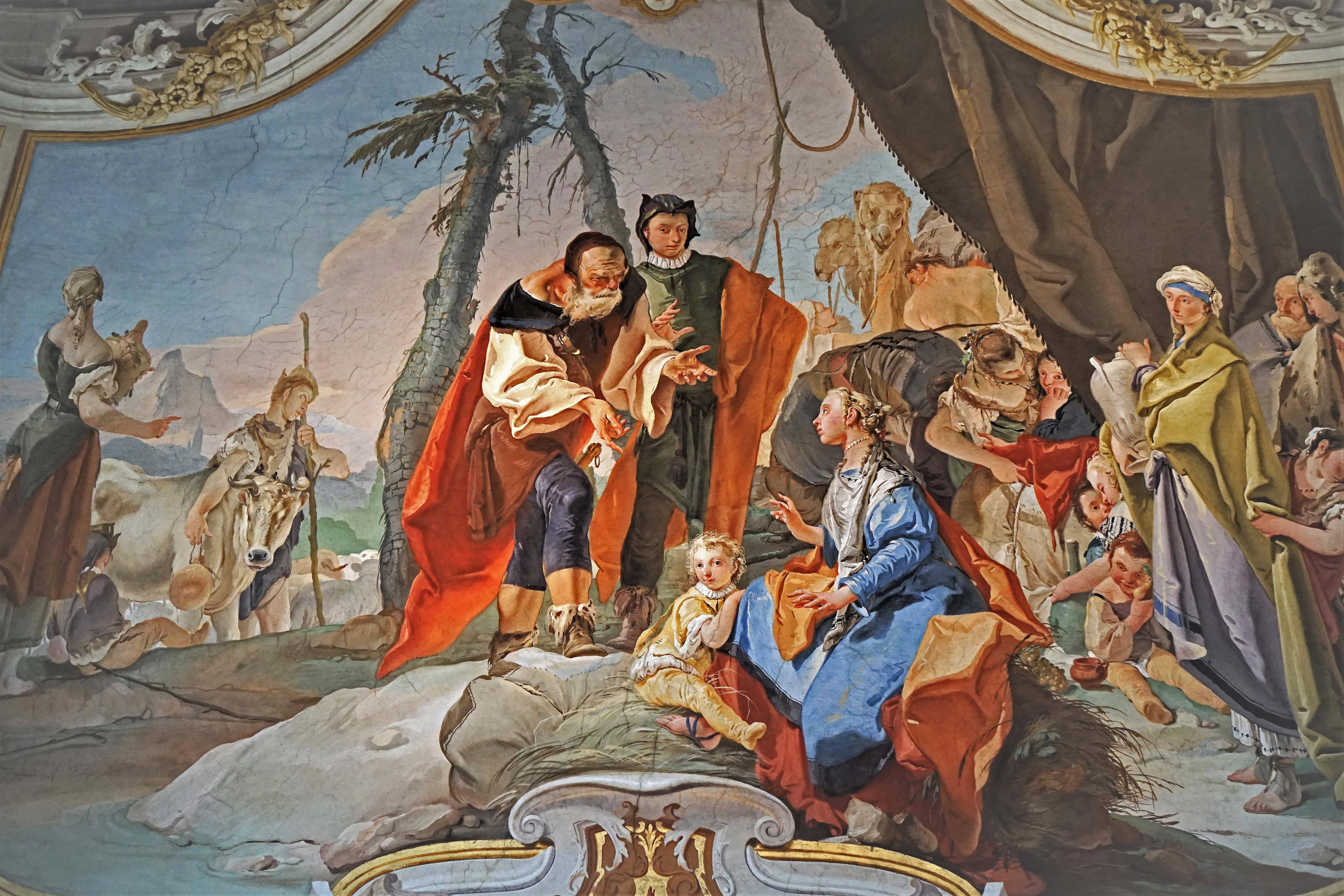
Freska Ráchel ukrývá domácí bůžky před Lábanem (1726/28; portrét mladého Jácoba je malířovým autoportrétem; Arcibiskupský palác, Udine, Itálie)

Tyto malby, stejně jako fresky v benátském paláci Dolfinů, přinesly malíři uznání a řadu církevních objednávek pro kostely v Benátkách a Miláně. Jeho věhlas přispěl k tomu, že Tiepolo získal od arcibiskupa prince Karla Philippa von Greiffenclau zakázku na freskovou výzdobu arcibiskupské rezidence ve Würzburgu. Proto mezi roky 1750 a 1753 Tiepolo odjel pracovat do arcibiskupského paláce a to společně se svými syny Domenicem a Lorenzem. Postupně vyzdobili císařský sál a monumentální sál se vstupním schodištěm. Vznikla tak jedna z nejrozměrnějších fresek zaujímající plochu větší než 677 m2. Všeobecný obdiv maleb ve Würzburgu přispěl k Tiepolově zvolení děkanem Akademie v Padově. Jeho úspěšná léta pokračovala až do roku 1762. V těchto letech malíř provedl dekorativní výmalby ve Villa Valmarana ai Nani ve Vicenze, kde pět místností vyzdobil malbami na téma pěti velkých literárních děl, počínaje Homérovou Iliadou a konče Osvobozeným Jeruzalémem od Tarquata Tassa (1544–1595). Přibližně v téže době Tiepolo vytvořil i několik oltářních obrazů pro kostely ve Folzano v Brescii, v Este v provincii Padova a v Udine ve Furlansku. V benátském Palazzo Labia namaloval fresky líčící životní příběh egyptské královny Kleopatry. Na tomto díle spolupracoval s Girolamem Mengozzim Colonnou (1688–1774), který mistrně zpodobňoval architektonické detaily. Přitom freska Kleopatřina hostina nápadně připomíná Veronesovu Svatbu v Káni Galilejské. V roce 1761 byl Tiepolo pozván španělským králem Karlem III. do Madridu, aby v královském zámku vyzdobil strop trůního sálu, a později i další palácové místnosti. Podobně jako ve Würzburgu, i v Madridu mistrovi pomáhali oba jeho synové. Malířův pobyt u španělského dvora mu však znepříjemňoval o 30 let mladší německý malíř působící rovněž ve Španělsku – Anton Raphael Mengs (1728–1779), jehož malířská tvorba byla již předzvěstí nastupujícího neoklasicismu. Spory unavený Tiepolo zemřel v Madridu 27. března 1770. Byl pohřben v benátském kostele Madonna dell’Orto.

## Umělecká tvorba
Giovanni Battista Tiepolo získal základní malířské zkušenosti v benátské dílně Gregoria Lazzariniho, který vynikal v malbě historických témat. V obrazové kompozici se Tiepolo poučil na dílech Sebastiana Ricciho, zatímco techniku tenebrismu převzal od Giovanni Battisty Piazzettyho. Koncem 20. let 18. století však temnosvit v jeho obrazech vystřídaly světlé pastelové barvy, jejichž odstíny převzal z malířských prací Paola Veroneseho. Světlá malířova paleta a vzrušená gesta jednotlivých postav vyplňující volné prostory po celé obrazové ploše jsou typickým rysem jeho rokokové malby v pozdějších desetiletích 18. století.
Fresky a obrazy

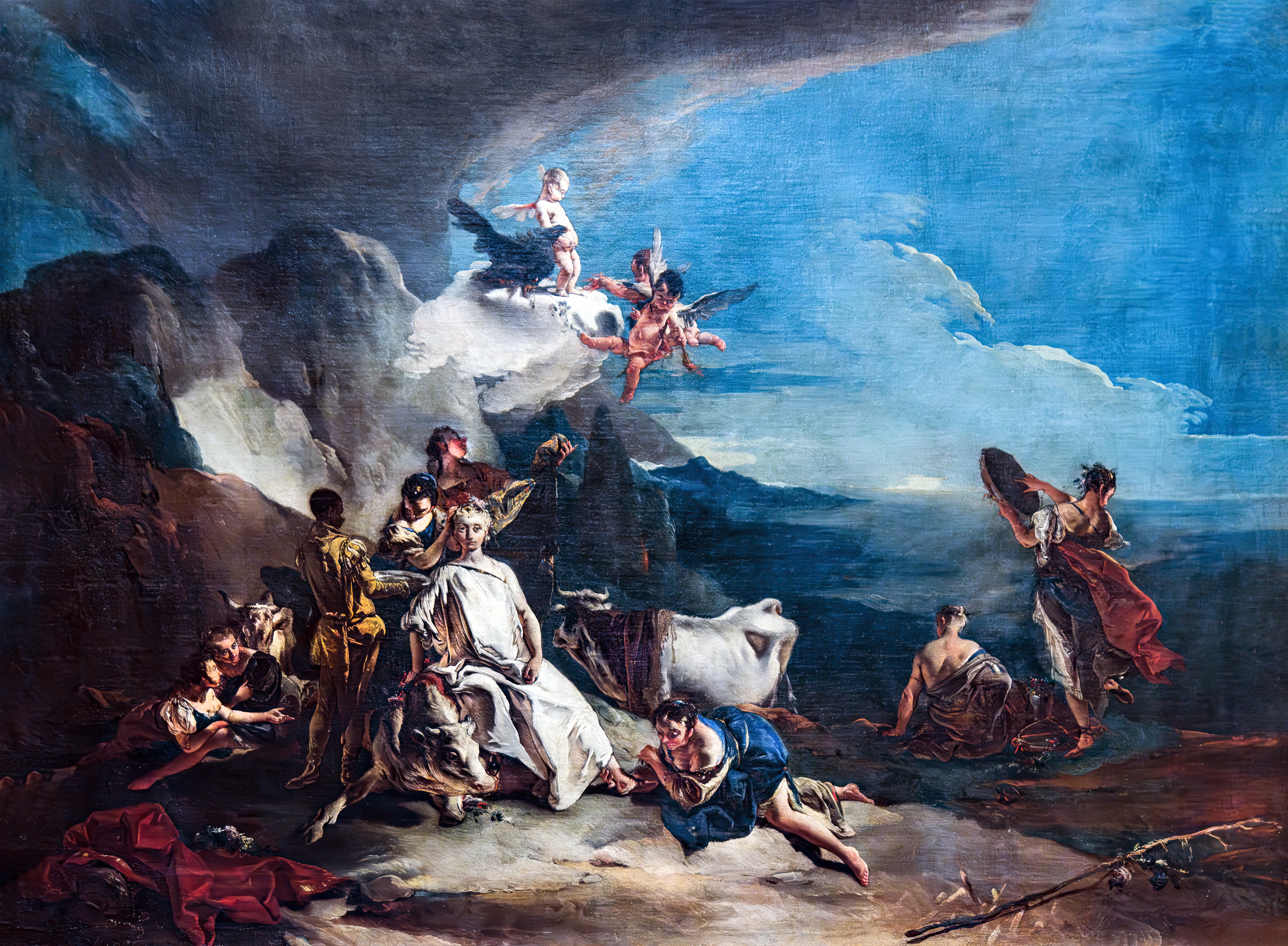
Únos Európy (1525/26, Galleria dell’Accademia, Benátky)

Za nejstarší známé Tiepolovy malby jsou považována vyobrazení apoštolů na pendentivech v benátském kostele Santa Maria dei Derelitti, známém též jako Ospedaletto. Malba pochází z let 1715/16. Svou první fresku namaloval v roce 1716 na stropě kostela Biadene poblíž Trevisa. V roce 1719 připravil podklady pro freskovou výzdobu vily bohatého nakladatele Giambattista Baglionecho. Pro strop sálu nakladatelovy vily v Massanzago nedaleko Padovy vyhotovil fresku Triumf Aurory a na stěnách zobrazil Phaetónův osud. V letech 1720 až 1722 Tiepolo namaloval obraz Panna Marie Karmelská (dnes Pinacoteca di Brera, Milán), na kterém je ještě patrný vliv Piazzettova tenebrismu s jasnými plochami a temnými hmotami. O několik let poté Tiepolo namaloval v podobném duchu i plátno Únos Európy (dnes Galleria dell’Accademia, Benátky). Některé významné zakázky pocházely od rodiny Dolfinů, neboť Dionýsios Dolfin byl arcibiskupem v Udine. Jednou ze zakázek byl cyklus fresek pro katedrálu v Udine. Po výzdobě udinské katedrály Tiepolo namaloval pro arcibiskupův palác ještě cyklus fresek ze života Abraháma a jeho potomků. Po dokončení fresek v Udine následovala mistrovská plátna zobrazující bitvy a triumfy starověkého Říma, které Tiepolo namaloval v let 1726/29 pro Ca´Dolfin v Benátkách. Koncem 20. let 18. století malíř vyhotovil malby evangelistů na pendentivech benátského kostela San Francesco della Vigna.

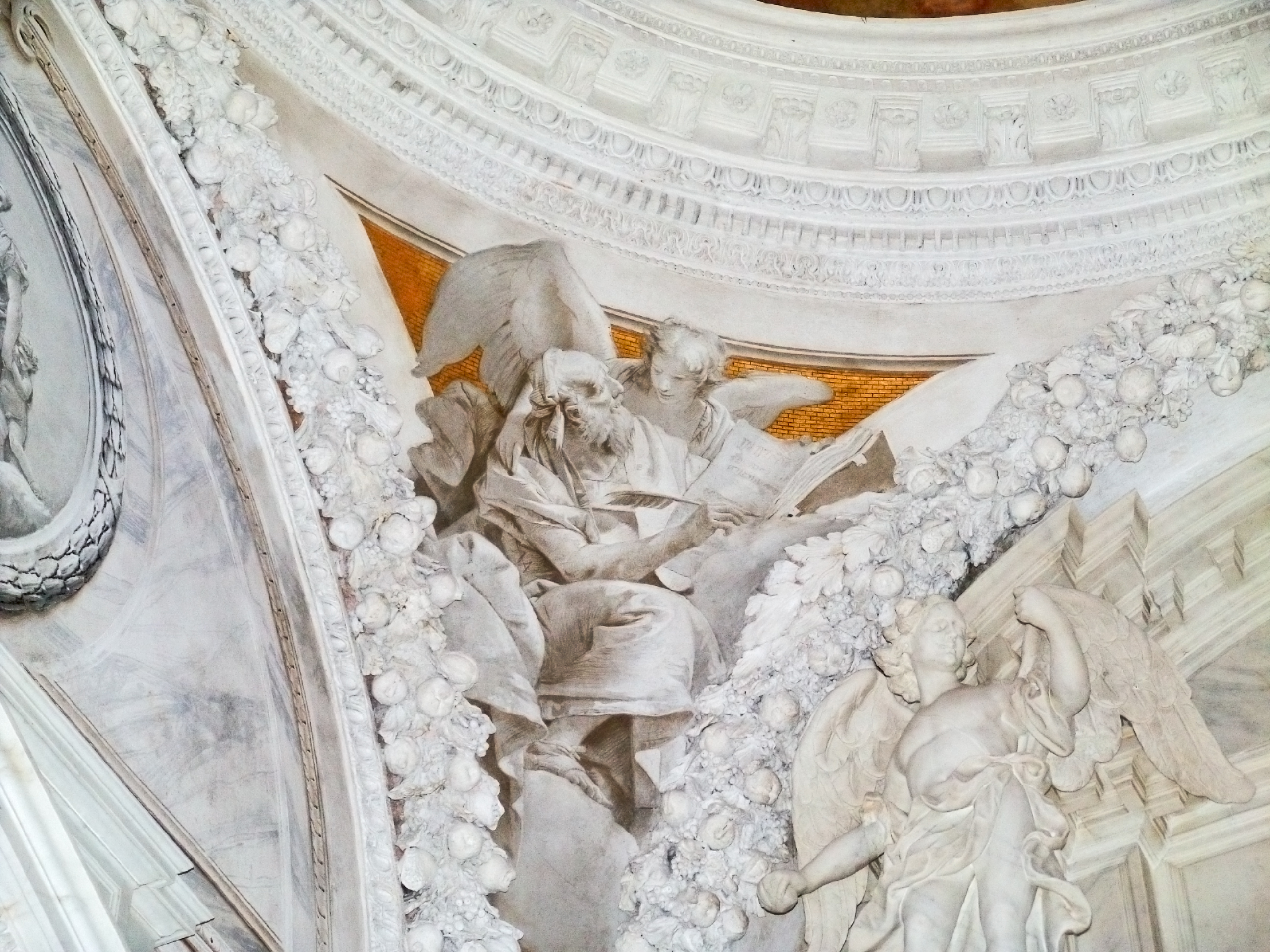
Evangelista sv. Matouš s andělem (Kaple v kostele San Francesco della Vigna, Benátky)

Na počátku 30. let 18. století se Tiepolo odklonil od šerosvitné malby, jak to dokládá obraz Triumf Zefýra a Flóry (dnes Ca´Rezzonico, Benátky). Plátno pravděpodobně vzniklo u příležitosti svatby Antonia Pesara s Caterinou Sagredo v roce 1732. Obraz je personifikací západního větru s bohyní květin a jara. Antonio Pesaro však zemřel krátce po svatbě a Caterina zůstala bezdětnou vdovou.

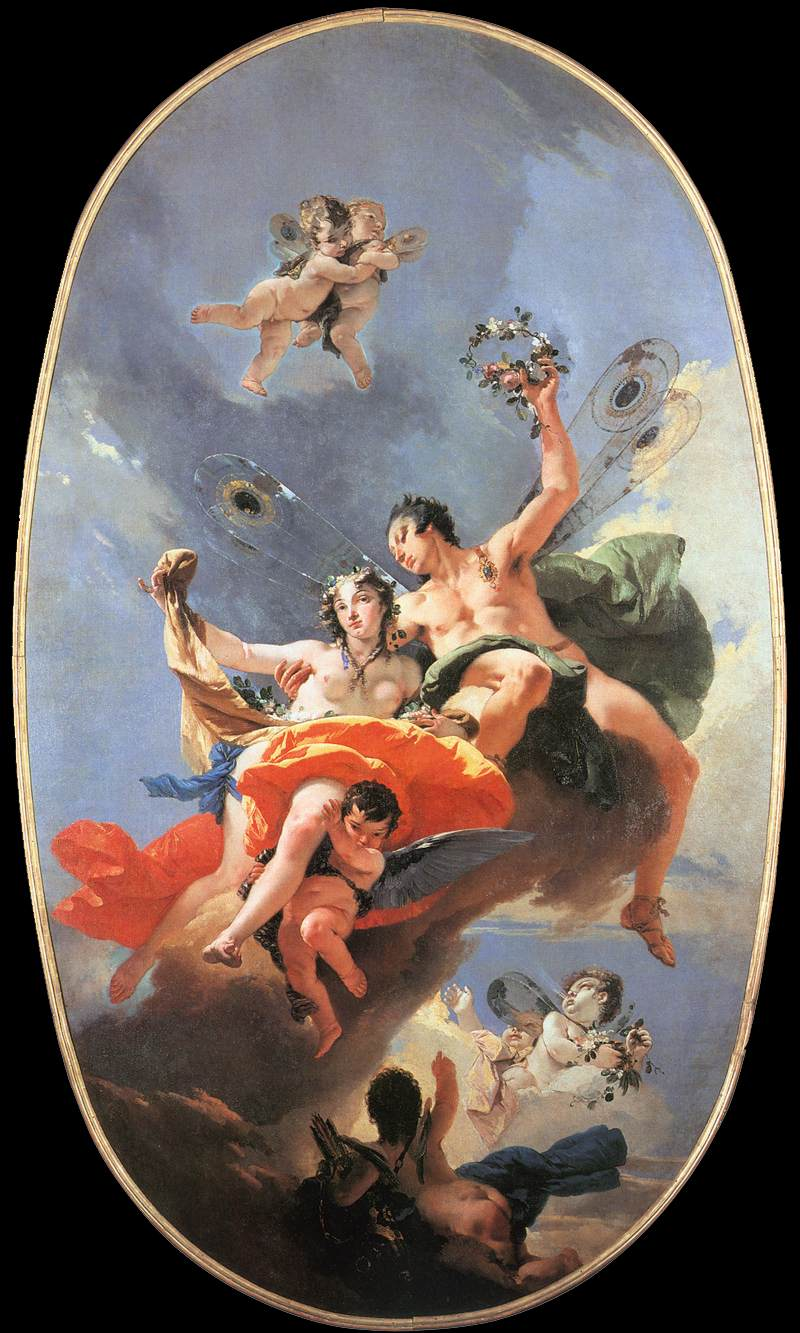
Triumf Zefíra a Flóry (1731/32; obraz původně určen pro Ca’Pesaro; dnes Ca’Rezzonico, Benátky)

Již v roce 1731 malíř začal pracovat na palácové výzdobě v Miláně. V letech 1732/33 vyzdobil kapli Coleoniho v Bergamu a mezi roky 1737 a 1739 namaloval fresky pro benátské jezuity. V desetiletí mezi roky 1740 a 1750 Tiepolo získal přátelství hraběte Francesca Algarottiho, který Tiepolovi dopomohl k pozdější mimořádné zakázce ve Würzburgu. Ještě předtím však v benátském Palazzo Labia namaloval mezi roky 1745 a 1750 sérii fresek, v nichž zobrazil scény ze života egyptské královny Kleopatry. Jednou z fresek tohoto cyklu je i Kleopatřiny hostina, která vznikla jako reminiscence na Veronesův obraz Svatba v Káni Galilejské z let 1562/63 (dnes v pařížském Louvru). Této fresce v Palazzo Labia předcházela malba na plátno vyhotovená Tiepolem v letech 1743/44 (dnes Národní galerie Victoria, Melbourne, Austrálie), která je velmi blízká verzi v Musée Cognacq-Jay (Městské muzeum, Paříž, Francie) z let 1742/43. Další verze z let 1745/47 se nacházejí v prostorách Stockholmské univerzity ve Švédsku, která mají podobnou kompozici jako již zmíněná freska v benátském Palazzo Labia. Na fresce se významně podílel malíř architektury Gerolamo Mengozzi Colonna, který malbou sloupů, pilastrů a dalších architektonických ozdob vytvořil obdivuhodný rámec Tiepolových scén s Kleopatrou.

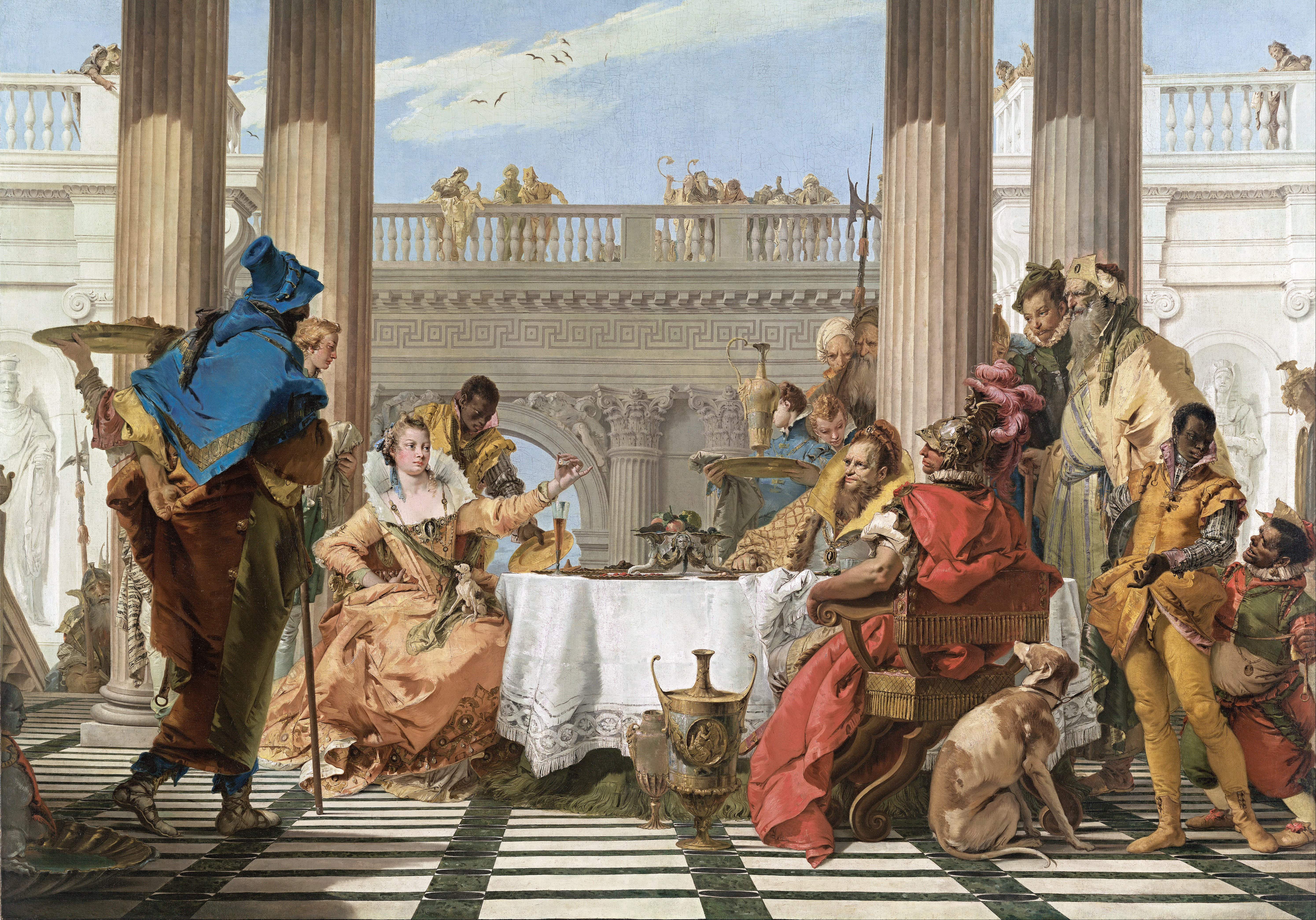
Kleopatřina hostina (1743/44; National Gallery of Victoria, Melbourne, Austrálie)

V 50. letech 18. století byla Tiepolovou hlavní prací dekorativní výzdoba rezidence knížete-biskupa prince Karla Philippa von Greiffenklau ve Würzburgu. Nový palác postavený podle návrhu architekta Balthasara Neumanna (1687–1753) v letech 1720 až 1744 svými fantasktními prostory vytvořil předpoklad pro namalování jedné z největších barokních fresek vůbec. Tiepolo spolu se svými syny Domenicem a Lorenzem nejdříve namalovali fresky v císařském sále (Kaisersaal) a poté mistr vytvořil i návrh freskové výzdoby vstupního schodiště (Treppenhaus). Freska nazvaná Alegorie planet a kontinentů byla dokončena v listopadu 1753 a zobrazuje boha Apollóna, jak se vydává na svou každodenní cestu. Božstva kolem něho symbolizují planety a alegorické postavy po obvodu fresky doplňují obrazovou kompozici. V části odkazující na Evropu Tiepolo do fresky začlenil i několik portrétů, včetně svého autoportrétu. Mezi dalšími vyobrazenými osobnosti najdeme portrét knížete-biskupa von Greiffenklau, architekta Johanna Balthasara Neumanna nebo portrét malířova syna Giandomenica.

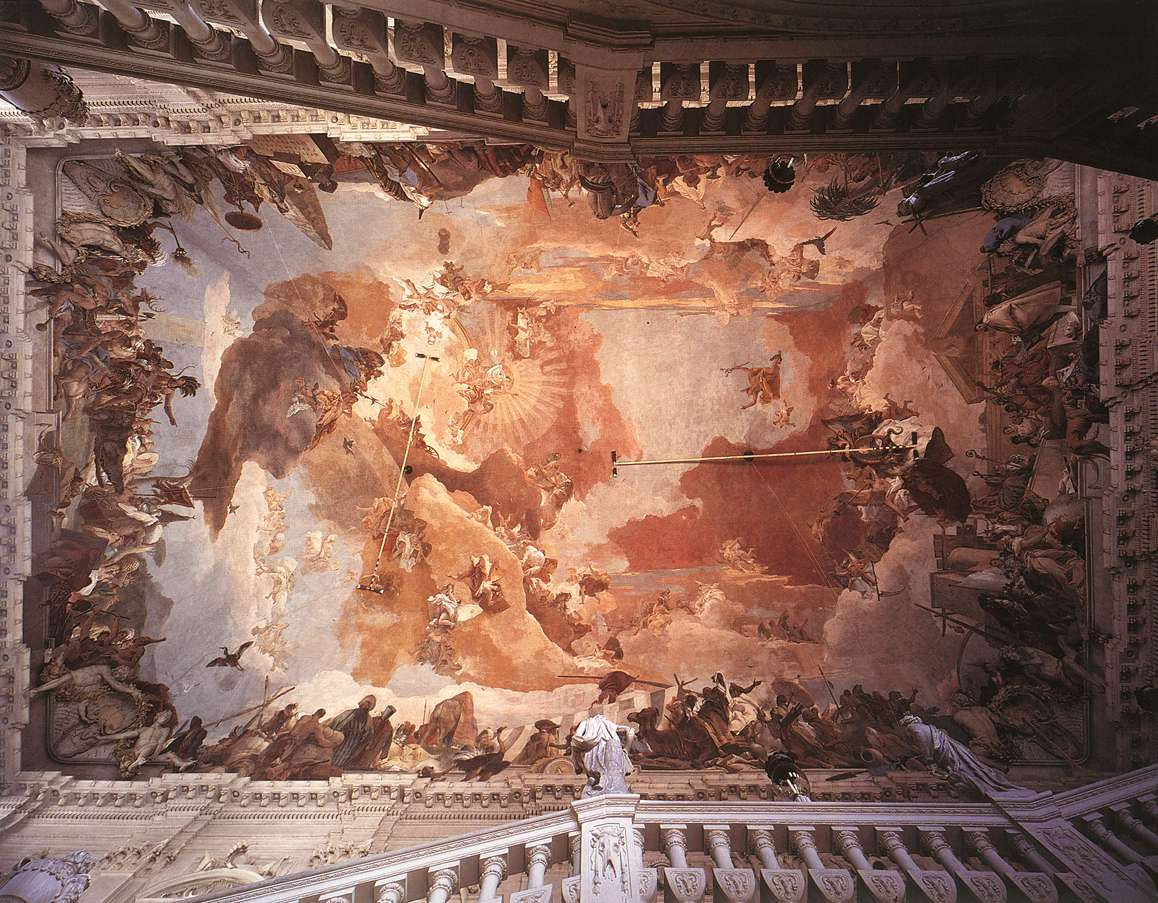
Alegorie planet a kontinentů (1752/53; nástropní freska nad schodištěm v biskupské rezidenci ve Würzburgu, Německo)

Koncem roku 1753 se Tiepolo vrátil do Benátek. Vedle kostelních fresek namaloval i freskovou výzdobu v Ca’Rezzonico a obrazy pro patricijské vily, jmenovitě pro Villa Valmarana (Vicenza) a pro Villa Pisani (Stra, Veneto). V roce 1758 Tiepolo vyhotovil malbu i pro Palazzo Ducale, která měla nahradit poškozenou Tintorettovu fresku v Sala delle Quattro Porte. Olejomalba představovala výjev nazvaný Neptun nabízí dar Benátkám, který však nebyl pouhou dekorací sálu, na jehož výzdobě se podílela řada významných benátských malířů, včetně Tintoretta a Paola Veroneseho. V letech 1760 až 1762 Tiepolo namaloval další dekorativní malbu pro vestibul rodinné vily Pisaniů ve Stra (Veneto) s názvem Apoteóza rodiny Pisani.

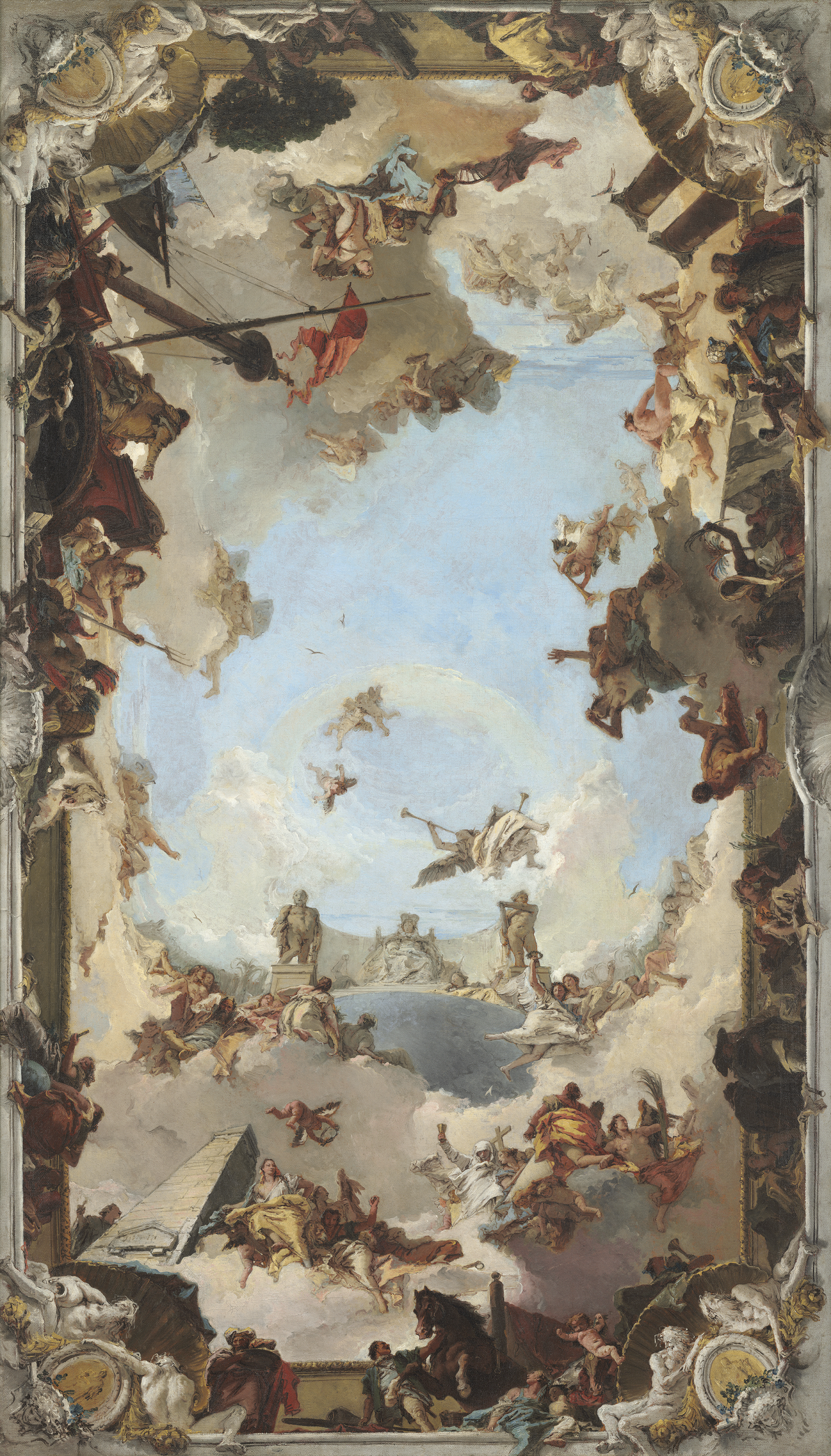
Apoteóza Španělska (skica z r. 1762; Národní galerie ve Washingtonu, USA)

Přitom již v roce 1761 španělský král Karel III. pověřil Tiepola vytvořením nástropní fresky v trůním sále královského paláce v Madridu. Proto na jaře 1762 malíř odjel do Madridu, kde pak strávil zbytek života. S pomocí syna Giovanni Domenica Tiepola vytvořil v paláci rozměrnou fresku nazvanou Apoteóza Španělska (1764) a další dvě fresky. Pro fresku oslavující Španělsko Tiepolo vytvořil v roce 1762 ještě skicu, v jejímž centru umístil alegorickou postavu Španělska. Tu obklopuje řada postav symbolizujících španělské provincie a kontinenty, na kterých existovaly španělské kolonie. V levém horním rohu je zpodobněn Kryštof Kolumbus stojící na palubě své lodi. Vedle toho Tiepolo namaloval sedm pláten pro kostel San Pascual de Aranjuez. Jedním z nich byl obraz Neposkvrněné početí Panny Marie. Na popud Joaquima de Electa, králova zpovědníka a příznivce německého klasicistního malíře A. R. Mengse, se Tiepolovy obrazy do tohoto kostela nedostaly a setkáme se s nimi v madridském Museo del Prado. Vedle přirozené elegance Tiepolo v těchto rozměrných malbách nedostižným způsobem rozvíjel iluzivní zobrazení prostoru. Jeho vazby na tradici benátské malby, především na dílo Tizianovo a Paola Veroneseho, a rychlý nástup neoklasicismu však vedly k úpadku rokokové malby spojované s jeho jménem.
Grafické listy a kresby

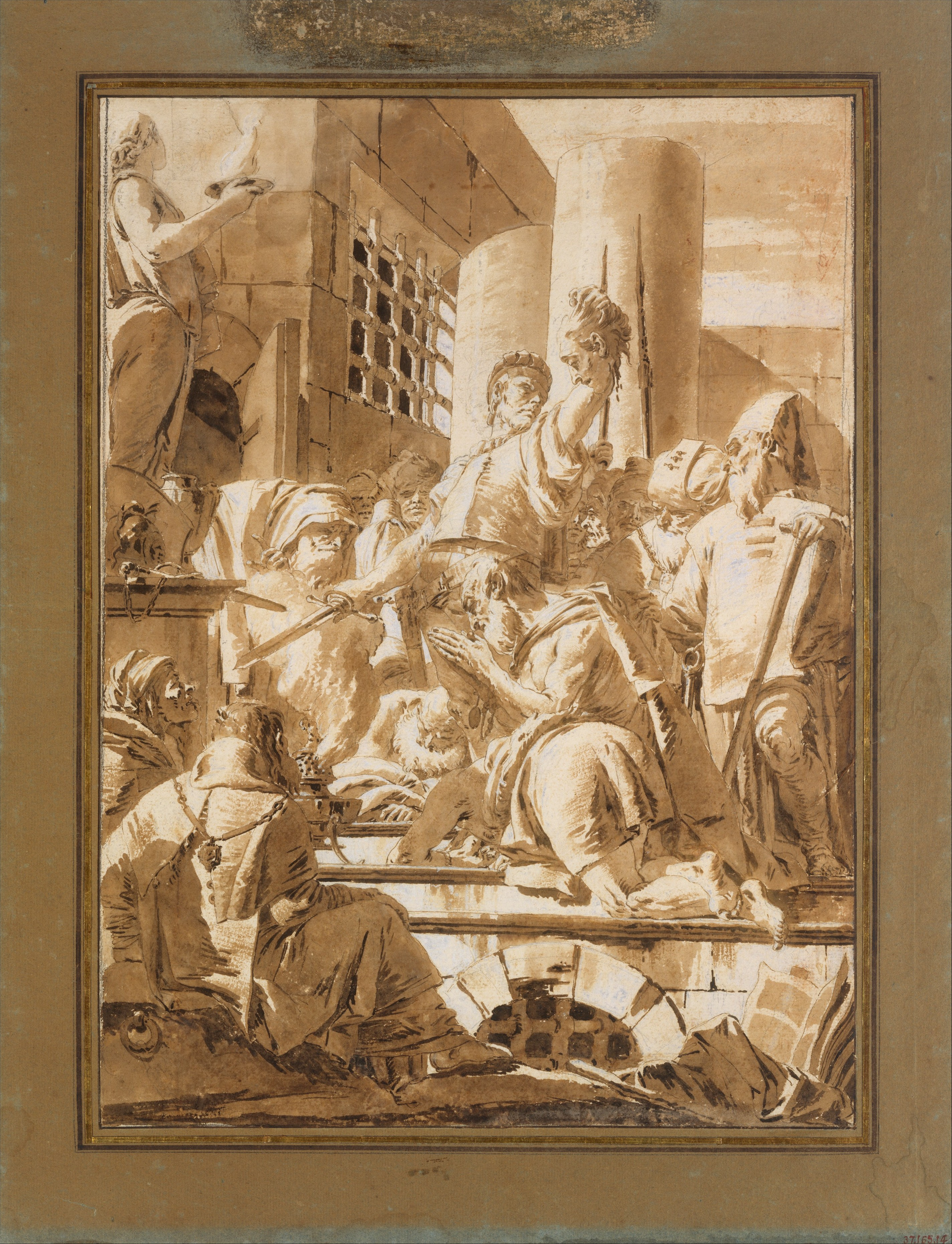
Stětí dvou světců (perokresba; Metropolitní muzeum umění v New Yorku, USA)

Životní dílo Giovanni Battisty Tiepola zahrnuje vedle fresek a více než 800 obrazů, také na dva tisíce kreseb a dvě sady leptů. První ze souborů pochází z lez 1740 až 1742 a nazývá se Capricci, zatímco druhý byl vytvořen v letech 1743 až 1757 a je označován jako Scherzi di fantasia. Samostatně byly tyto lepty publikovány až v roce 1785. Čísla a názvy leptů přidal až Tiepolův syn Giovanni Domenico. Tyto dva svazky po třiceti grafických listech z větší části představují hlavy převzaté z otcových obrazů. Přitom některé z Tiepolových vyobrazení hlav či poprsí se dochovaly, jiné existují v kopiích namalovaných malířovými syny. Obliba těchto nevelkých mistrových obrazů byla mezi sběrateli tak veliká, že je malíř byl někdy nucen vykupovat zpět, aby uspokojil požadavkům početných žadatelů. Tiepolo byl také jedním z nejlepších kreslířů své doby. Od konce 30. let 18. století mistr namaloval množství lavírovaných perokreseb, které lze považovat za samostatná umělecká díla. Kresby sloužily jako kompoziční studie pro Tiepolovy obrazy a grafické práce. Dnes tyto kresby nalezneme ve sbírkách světových galerií, včetně Metropolitního muzea umění v New Yorku.

## Obrazy a kresby Giovanni Battisty Tiepola v České republice
Katalog výstavy nazvané Benátské malířství 18. století, kterou uspořádala Národní galerie v Praze spolu s Muzeem Hlavního města Prahy v prostorách Pražské Lorety v roce 1964 uvádí čtyři obrazy připisované Giovannu Battistovi Tiepolovy.

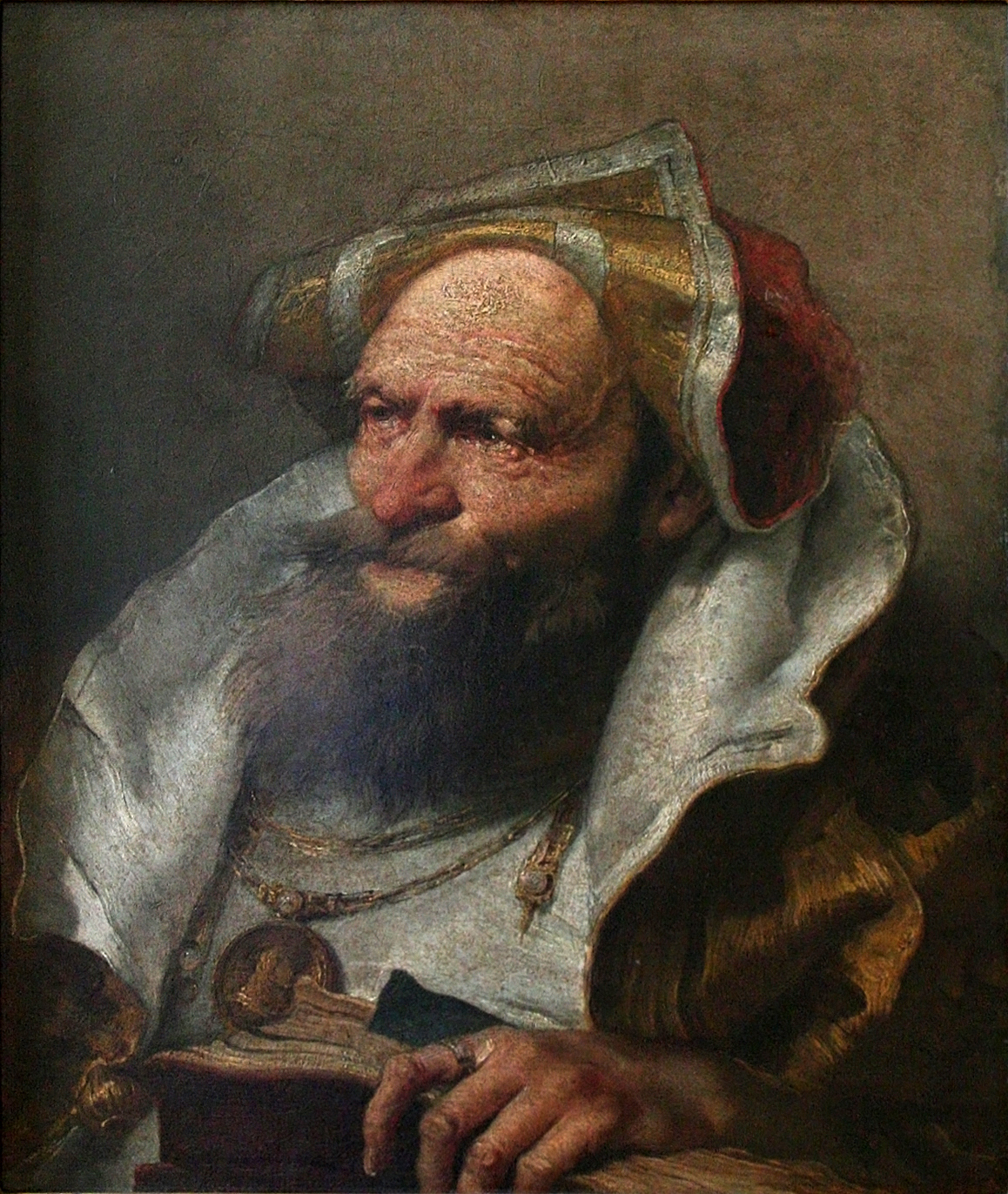
Portrét starce (1751/55; Národní galeriev v Praze, ČR)

Vedle výše zmíněného Poprsí starce byla uvedena i Madona s dítětem, dále Vyučování Panny Marie a Anděl se zjevuje Abrahámovi a Sáře. Dnes je za autentické Tiepolovo dílo považován jen obraz Poprsí starce, které je v současnosti vystavené ve Schwarzenberském paláci na Hradčanech (2022). Tento obraz patří do Sbírky hlav (Racoltta di teste), jehož grafický přepis provedl malířův syn Giovanni Domenico. Starcova tvář na pražskému obraze je velmi podobná tváři muže v bohatém oděvu, kterou najdeme na obraze Kleopatřina hostina, jež je vystavena v australském Melbourne. Naopak obraz Madony s dítětem je dnes připsán Giovannu Domenicovi a je vystaven ve Šternberském paláci na Pražském Hradě (2022). Zbývající dva obrazy jsou považovány za práce malířových synů nebo jeho dílny. Moravská galerie v Brně uvádí, že ve svém vlastnictví má dvě kresby a to Hlavu pážete a Hlavu mladého muže. Své lepty začal Tiepolo vydávat tiskem, přičemž jeho první sada deseti leptů je známá jako Vari Capricci. Moravská galerie má ve svých sbírkách šest leptů, přičemž jeden z nich nazvaný Evangelista Matouš je kompozičně nápadně podobný Tiepolovu vyobrazení tohoto evangelisty na pendentivu benátského kostela San Francesco della Vigna. Jeden z dalších grafických listů zobrazuje také Klanění tří králů.

## Umělecko-historický význam díla Giovanni Battisty Tiepola
Giovanni Battista Tiepolo byl posledním velkým benátským malířem, který uzavřel éru benátského kolorismu, na jehož začátku stál Paolo Veronese. Na přechodu pozdního baroka k neoklasicismu dodal závěrečné fázi rokokové malby slavnostní ráz. V závěru jeho života nepřízeň španělského prostředí uvedla Tiepola téměř v zapomnění. Obnovení zájmu o jeho tvorbu přinesl až impresionismus díky důrazu na hýřivou barevnost vznikajících obrazů.